# Floyd Hamilton
Pour les articles homonymes, voir Hamilton.
 (mai 2022).
La mise en forme du texte ne suit pas les recommandations de Wikipédia : il faut le « wikifier ».
Les points d'amélioration suivants sont les cas les plus fréquents. Le détail des points à revoir est peut-être précisé sur la page de discussion.
- Les titres sont pré-formatés par le logiciel. Ils ne sont ni en capitales, ni en gras.
- Le texte ne doit pas être écrit en capitales (les noms de famille non plus), ni en gras, ni en italique, ni en « petit »…
- Le gras n'est utilisé que pour surligner le titre de l'article dans l'introduction, une seule fois.
- L'italique est rarement utilisé : mots en langue étrangère, titres d'œuvres, noms de bateaux, etc.
- Les citations ne sont pas en italique mais en corps de texte normal. Elles sont entourées par des guillemets français : « et ».
- Les listes à puces sont à éviter, des paragraphes rédigés étant largement préférés. Les tableaux sont à réserver à la présentation de données structurées (résultats, etc.).
- Les appels de note de bas de page (petits chiffres en exposant, introduits par l'outil «  Source ») sont à placer entre la fin de phrase et le point final[comme ça].
- Les liens internes (vers d'autres articles de Wikipédia) sont à choisir avec parcimonie. Créez des liens vers des articles approfondissant le sujet. Les termes génériques sans rapport avec le sujet sont à éviter, ainsi que les répétitions de liens vers un même terme.
- Les liens externes sont à placer uniquement dans une section « Liens externes », à la fin de l'article. Ces liens sont à choisir avec parcimonie suivant les règles définies. Si un lien sert de source à l'article, son insertion dans le texte est à faire par les notes de bas de page.
- La présentation des références doit suivre les conventions bibliographiques. Il est recommandé d'utiliser les modèles {{Ouvrage}}, {{Chapitre}}, {{Article}}, {{Lien web}} et/ou {{Bibliographie}}. Le mode d'édition visuel peut mettre en forme automatiquement les références.
- Insérer une infobox (cadre d'informations à droite) n'est pas obligatoire pour parachever la mise en page.

Pour une aide détaillée, merci de consulter Aide:Wikification.
Si vous pensez que ces points ont été résolus, vous pouvez retirer ce bandeau et améliorer la mise en forme d'un autre article.
Floyd Garland Hamilton, né le 13 juin 1908 à Henryetta et mort le 24 juillet 1984 à Grand Prairie, est un criminel américain. Il est connu pour avoir été membre du gang Barrow, dirigé par Bonnie et Clyde durant la Grande dépression et pour avoir participé à une tentative d'évasion du pénitencier fédéral d'Alcatraz en 1943.

## Biographie

### Enfance
Floyd Hamilton est le fils de Sarah Alice Bullock, et de John Henri Hamilton, un ouvrier dans une fonderie de plomb à Henryetta qui abandonnera sa famille en 1924.
Il est le second d'une famille de six enfants. Parmi eux, Raymond Hamilton, l'un des frères de Floyd empruntera comme ce dernier la voie de la criminalité.
Floyd et Raymond Hamilton ont grandi dans le même quartier de Dallas que Bonnie et Clyde. Ils ont rencontré Bonnie Parker lorsqu'elle avait 12 ans et Clyde Barrow lorsqu'il avait 14 ans.

### Carrière criminelle
Le 16 janvier 1934, Floyd Hamilton, participe avec l'aide de Clyde Barrow et James Mullens à une tentative d'évasion de prison destinée à libérer son frère Raymond Hamilton ainsi que Joe Palmer, un autre membre du gang Barrow alors lui aussi détenu[réf. nécessaire].
Entre de 1932 et 1934, comme son frère Raymond, Floyd Hamilton est lui aussi membre du gang Barrow, dirigé par Bonnie et Clyde. Il leur fournit durant cette période de l'argent, de la nourriture et de l'essence et les aide à organiser des rencontres avec leurs familles. Durant cette période, il refuse une offre de 5 000 $ qui lui avaient été proposés par les officiers de police de Dallas en échange d'infirmations leur permettant d'organiser l'arrestation de Bonnie et Clyde[réf. nécessaire].
En 5 février 1935, alors qu'il se trouvait dans un bus pour aller rendre visite à son père, Floyd Hamilton se fait arrêter au terminus du bus à Shreveport et est ensuite placé en détention.
Dans le même temps, sa femme et sa mère sont également emprisonnées car elles sont accusées d'avoir hébergé Bonnie et Clyde alors qu'ils étaient fugitifs et d'avoir aidé six condamnés à s'évader de la ferme-prison d'EastHam en janvier 1934. Floyd Hamilton est incarcéré durant deux ans au pénitencier fédéral de Leavenworth et condamné à dollars d'amende en raison de sa participation aux activités du gang Barrow. La femme de Floyd Hamilton, Mildred, est condamnée à une heure de prison, et sa mère à 30 jours de prison[réf. nécessaire].
En 1937, Floyd Hamilton quitte le pénitencier fédéral de Leavenworth après y avoir purgé sa peine. Il tente de trouver un emploi après sa sortie de prison mais sans succès et se tourne de nouveau vers le banditisme. En 1938, avec ses complices Huron Ted Walters et Jess Keathnley, il vole une camionnette au Texas pour y récupérer le moteur et les pneus et les ajouter ensuite à sa propre voiture. Il est néanmoins rapidement arrêté par la police du comté de Dallas puis de nouveau condamné à une peine de prison, cette fois-ci à la prison du comté de Montague[réf. nécessaire].
Le 30 avril 1938, il s'évade de cette prison avec Huron Ted Walters et Ervin Goodspeed, un autre complice, qui tue le shérif. Ted Walters et Floyd en profitent pour lui prendre ses armes et s'échapper. À la suite de cette évasion, Walters et Hamilton recommencent  à voler des voitures et dévalisent la banque Bradley le 6 juillet 1938. C'est également durant cette période qu'il est désigné comme ennemi public numéro un  par John Edgar Hoover, alors directeur du FBI.
Le 12 août 1938, Walters et Hamilton tentent de cambrioler les bureaux de l'usine d'embouteillage Coca-Cola à Nashville mais se retrouvent poursuivis par la police et voient leur voiture criblée de balles. Ils réussissent finalement à échapper à la police, mais Hamilton s'est fait blesser au pied par une balle.
Le 21 août 1938, après neuf jours passés à se cacher dans les bois, Huron Ted Walters et Floyd Hamilton décident de se séparer mais sont tous les deux arrêtés le même jour.

### Incarcération et tentative d'évasion à Alcatraz
Le 9 juin 1940, après avoir tenté de s'évader du pénitencier fédéral de Leavenworth où il a été initialement incarcéré, Floyd Hamilton est transféré au pénitencier fédéral d'Alcatraz. Une fois là-bas, il est désigné pour travailler au bâtiment des ateliers de cette prison, situé sur la pointe de l'île, non loin de la baie de San Francisco. C'est là qu'il se joint à trois autres prisonnier, les braqueurs James Boarman et Harold Brest et le kidnappeur Fred Hunter, pour préparer une tentative d'évasion.
La tentative d'évasion débute le 13 avril 1943 dans la matinée, alors qu'un épais brouillard s'abat sur l'île d'Alcatraz. Hamilton, Brest Hunter et Boarman maîtrisent et attachent les gardiens des ateliers puis brisent une fenêtre du bâtiment, escaladent le grillage de la prison puis sautent dans l'eau et nagent vers San Francisco. Alors que James Boarman est tué d'une balle dans la tête (son corps a instantanément coulé et n'a pas pu être repêché), Fred Hunter et Harold Brest sont recapturés par les gardiens du pénitencier[réf. nécessaire].
Néanmoins, Hamilton n'ayant pas été retrouvé, il a été présumé noyé, le directeur de la prison ayant même annoncé sa mort à la presse. En réalité, il se cache dans une grotte de l'île mais n'ose pas tenter de gagner San Francisco à cause du froid et de la mer agitée. Ainsi, trois jours plus tard, le 16 avril 1943, il décide de renoncer à sa tentative d'évasion et remonte le grillage du pénitencier. Le lendemain matin, il est retrouvé par un gardien dans le bâtiment des ateliers puis réincarcéré.
À la suite de cette tentative d'évasion, il est placé en cellule d'isolement à Alcatraz pendant 21 jours sans lumière ni vêtements et nourri au pain et à l'eau[réf. nécessaire].
Quelque temps plus tard, il est convaincu par sa mère et un pasteur de se donner à Dieu. Grâce à la religion, il devient un détenu modèle très croyant et affirme que sa foi lui a permis de sortir de la criminalité[réf. nécessaire].
En août 1952, Floyd Hamilton quitte le pénitencier fédéral d'Alcatraz pour être transféré au pénitencier fédéral de Leavenworth, où il avait déjà été incarcéré de 1934 à 1937 puis brièvement en 1940. Il y purge le restant de sa peine fédérale et approfondit ses connaissances sur le Christianisme[réf. nécessaire].

### Libération
En décembre 1956, Floyd Hamilton est libéré sur parole du pénitencier fédéral de Leavenworth. Néanmoins, il se rend ensuite aux autorités pénitentiaires du Texas car il avait dans cet État 25 ans d'arriérés de dettes. Il est emprisonné la prison d'État de Huntsville avant de finalement bénéficier de deux grâces : une grâce présidentielle pour ses crimes fédéraux initiée par John F. Kennedy (mais mis en œuvre par Lyndon B. Johnson à la suite de l'assassinat de son prédécesseur) ainsi qu'une autre grâce de John Bowden Connally, alors gouverneur du Texas pour les infractions pour lesquelles Hamilton avait été condamné et qui avaient été prononcées par des juridictions texanes. Floyd Hamilton a donc au total passé 22 ans de sa vie en prison.
Après sa libération : il a participé à la création d'une organisation à but non lucratif, ConAid, pour aider les anciens détenus. En raison de son passé criminel, il a également fait de nombreuses apparitions à la radio et à la télévision. Il a également donné de nombreuses conférences dans l'établissement correctionnel d'Attica situé dans l’État de New York ou à l'institution correctionnelle fédérale d'El Reno, située en Oklahoma, entre autres. Il est également cité en modèle pour d'autres détenus comme un homme ayant réussi à passer du statut de criminel à celui de citoyen respectueux des lois, à tel point que le directeur de Prison Ministries International fait enregistrer le témoignage de Floyd Hamilton pour le diffuser ensuite auprès des détenus de son propre pénitencier[réf. nécessaire].

### Mort
Floyd meurt du diabète le 24 juillet 1984 à Grand Prairie, au Texas, à l'âge de 76 ans, quatre mois après son épouse Mildred Strait Hamilton survenu le 17 mars 1984. Son corps est incinéré et ses cendres dispersés autour de la tombe de son épouse.